# RASL11A
RASL11A (англ. RAS like family 11 member A) – білок, який кодується однойменним геном, розташованим у людей на 13-й хромосомі. Довжина поліпептидного ланцюга білка становить 242 амінокислот, а молекулярна маса — 27 006.
| 10         |  | 20         |  | 30         |  | 40         |  | 50         |
| ---------- |  | ---------- |  | ---------- |  | ---------- |  | ---------- |
| MRPLSMSGHF |  | LLAPIPESSS |  | DYLLPKDIKL |  | AVLGAGRVGK |  | SAMIVRFLTK |
| RFIGDYEPNT |  | GKLYSRLVYV |  | EGDQLSLQIQ |  | DTPGGVQIQD |  | SLPQVVDSLS |
| KCVQWAEGFL |  | LVYSITDYDS |  | YLSIRPLYQH |  | IRKVHPDSKA |  | PVIIVGNKGD |
| LLHARQVQTQ |  | DGIQLANELG |  | SLFLEISTSE |  | NYEDVCDVFQ |  | HLCKEVSKMH |
| GLSGERRRAS |  | IIPRPRSPNM |  | QDLKRRFKQA |  | LSPKVKAPSA |  | LG         |

A: Аланін

C: Цистеїн

D: Аспарагінова кислота

E: Глутамінова кислота

F: Фенілаланін

G: Гліцин

H: Гістидин

I: Ізолейцин

K: Лізин

L: Лейцин

M: Метіонін

N: Аспарагін

P: Пролін

Q: Глутамін

R: Аргінін

S: Серин

T: Треонін

V: Валін

W: Триптофан

Задіяний у таких біологічних процесах, як транскрипція, регуляція транскрипції. 
Білок має сайт для зв'язування з нуклеотидами, ГТФ. 
Локалізований у ядрі.